# Vranilac
Vranilac (643 m) je najviši vrh planine Kalnik koja se nalazi u sjeverozapadnom dijelu Hrvatske. Sama vršna stijena smještena na dugačkom prelomljenom grebenu je s juga gola, sa sjeverne strane djelomično pošumljena uglavnom bjelogoričnom šumom. Kraj vrha je postavljen geodetski stup. Pedesetak metara istočno sagrađen je TV toranj, koji svojim vitkim oblikom čini prepoznatljivim izdaleka planinu Kalnik, te olakšava snalaženje u potkalničkom kraju. Do vrha Vranilca vodi više planinarskih staza i puteva, te je meta planinara i izletnika. Istočno od vrha oko kilometar nalazi se zasada jedini planinarski dom na Kalniku, a kraj njega istočno na stijeni stari grad Veliki Kalnik.
Kraj televizijskog tornja je drveni plato a oko 80 metara zapadno od vrha Vranilca je stjenoviti zatravljeni plato za poljetanje paraglajdera. 
Ispod TV tornja nalazi se zgrada televizijskog odašiljača, od koje se do sela Kalnik pruža uska asfaltna cesta, tako da je moguće doći blizu vrha automobilom.

## Vanjske poveznice
- Slike vrha Vranilca
- Panorama s vrha Vranilca
- Vrhovi Kalnika